# Pseudoeurycea aquatica
Pseudoeurycea aquatica är en groddjursart som beskrevs av David Burton Wake och Campbell 200. Pseudoeurycea aquatica ingår i släktet Pseudoeurycea och familjen lunglösa salamandrar. IUCN kategoriserar arten globalt som akut hotad. Inga underarter finns listade i Catalogue of Life.